# Omphalotrigonotis
Omphalotrigonotis es un género de plantas con flores de la familia Boraginaceae. Comprende 2 especies descritas y aceptadas.

## Taxonomía
El género fue descrito por Wen Tsai Wang y publicado en Bulletin of Botanical Research 4(2): 8–9. 1984.

## Especies aceptadas
A continuación se brinda un listado de las especies del género Omphalotrigonotis aceptadas hasta septiembre de 2013, ordenadas alfabéticamente. Para cada una se indica el nombre binomial seguido del autor, abreviado según las convenciones y usos.
- Omphalotrigonotis cupulifera (I.M. Johnst.) W.T. Wang
- Omphalotrigonotis vaginata Y.Y. Fang